# Shangezhuang
Shangezhuang (in cinese: 善各庄站S, Shàngèzhuāng zhànP) è una stazione, nonché capolinea settentrionale, della linea 14 della metropolitana di Pechino.

## Storia
Nel 2007, con la pubblicazione del Piano di costruzione a breve termine del sistema di trasporto rapido urbano di Pechino (2007-2015), che prevedeva la realizzazione di una rete metropolitana di 561 chilometri, la linea 14 fu inserita nello schema definito “tre circolari, quattro orizzontali, cinque verticali e sette radiali”.
La stazione di Shangezhuang faceva parte dei piani di realizzazione del tratto orientale della linea 14, i cui lavori sono stati avviati successivamente a quelli della tratta occidentale, che comprendeva il percorso tra le stazioni di Zhangguozhuang e Xiju, inaugurata il 5 maggio 2013. La stazione di Shangezhuang, insieme ad altre 9 stazioni del tratto interessato, è stata inaugurata il 28 dicembre 2014.

## Origine del nome
La stazione di Shangezhuang prende il nome dall'omonimo villaggio situato nel distretto di Chaoyang, nella periferia nord-est di Pechino. In origine, il villaggio veniva oralmente chiamato Shangezhuang ma indicato, nello scritto, con caratteri differenti rispetto a quelli utilizzati attualmente (单各庄, rispetto al moderno 善各庄). Il nome derivava da un gruppo di immigrati con il cognome Shan provenienti dal sud della Cina, insediatisi nella zona durante la dinastia Ming. Con il passare del tempo, per ragioni storiche e linguistiche, il carattere 单 (shàn) è stato gradualmente sostituito nella parlata locale con 善 (sempre pronunciato shàn), trasformando così il nome nell'attuale Shangezhuang (善各庄).

## Posizione
La stazione di Shangezhuang si trova nella parte nord-orientale di Pechino, appena fuori dal Quinto Anello, nel distretto di Chaoyang. È situata in un’area in sviluppo vicino alla zona tecnologica di Wangjing e ben collegata grazie alla vicinanza con l’autostrada Jingcheng. La fermata si trova lungo Chuanyuan Road e, nel lato nord-est, è stato realizzato il deposito dei treni di Maquanying. La stazione rappresenta il capolinea nord-orientale della linea 14 e si trova in una zona relativamente periferica rispetto al centro città, da cui dista circa 25 chilometri. Nelle vicinanze si trovano aree residenziali emergenti e infrastrutture moderne.

## Struttura e impianti
| Unknown route-map component "utSTRf" | Unknown route-map component "utSTRg" |

| Unknown route-map component "utPSTR(L)" | Unknown route-map component "utPSTR(R)" |

| Unknown route-map component "utPSTR(L)" | Unknown route-map component "utPSTR(R)" |

| Unknown route-map component "utSTRc2" | Unknown route-map component "utABZg3" | Unknown route-map component "utABZg2" | Unknown route-map component "utSTRc3" |

| Unknown route-map component "utSTR+1" | Unknown route-map component "utABZg2" + Unknown route-map component "utSTRc4" | Unknown route-map component "utABZg3" + Unknown route-map component "utSTRc1" | Unknown route-map component "utSTR+4" |

| Urban tunnel straight track | Unknown route-map component "utABZg+1" | Unknown route-map component "utABZg+4" | Urban tunnel straight track |

| Unknown route-map component "utENDEe" | Urban tunnel straight track | Urban tunnel straight track | Unknown route-map component "utENDEe" |

| Unknown route-map component "utSTRf" | Unknown route-map component "utSTRg" |

La stazione di Shangezhuang è strutturata su due livelli sotterranei e presenta una configurazione con una banchina a isola.
La stazione dispone di quattro uscite, indicate con le lettere A, B, C e D. L'ingresso C è accessibile ai portatori di disabilità motorie. All'estremità nord-orientale si trova un raccordo ferroviario che collega la stazione al deposito dei treni di Maquanying, comprendente anche un tronchino di inversione e binari di collegamento per l'ingresso e l'uscita dei treni dal deposito.
La stazione è dotata anche di un parcheggio di scambio.

## Servizi
La stazione dispone di:
- Accessibilità per portatori di handicap
- Ascensori
- Scale mobili
- Emettitrice automatica biglietti
- Servizi igienici
- Sportello automatico
- Stazione video sorvegliata
- Ufficio polizia

### Orari
In direzione del capolinea occidentale di Zhangguozhuang, sono attivi tutti i giorni treni dalla stazione di Shangezhuang dalle 4:55 alle 22:42. Durante le ore di punta mattutine e serali, tra le 6 e le 9 e tra le 17 e le 20, sono attivi servizi ridotti che effettuano capolinea alla stazione di Lize Shangwuqu o a Dawayao.

## Interscambi
- Fermata autobus